# Argonauta hians
Argonauta hians är en bläckfiskart som beskrevs av John Lightfoot 1786. Argonauta hians ingår i släktet Argonauta och familjen Argonautidae. Inga underarter finns listade i Catalogue of Life.

## Bildgalleri

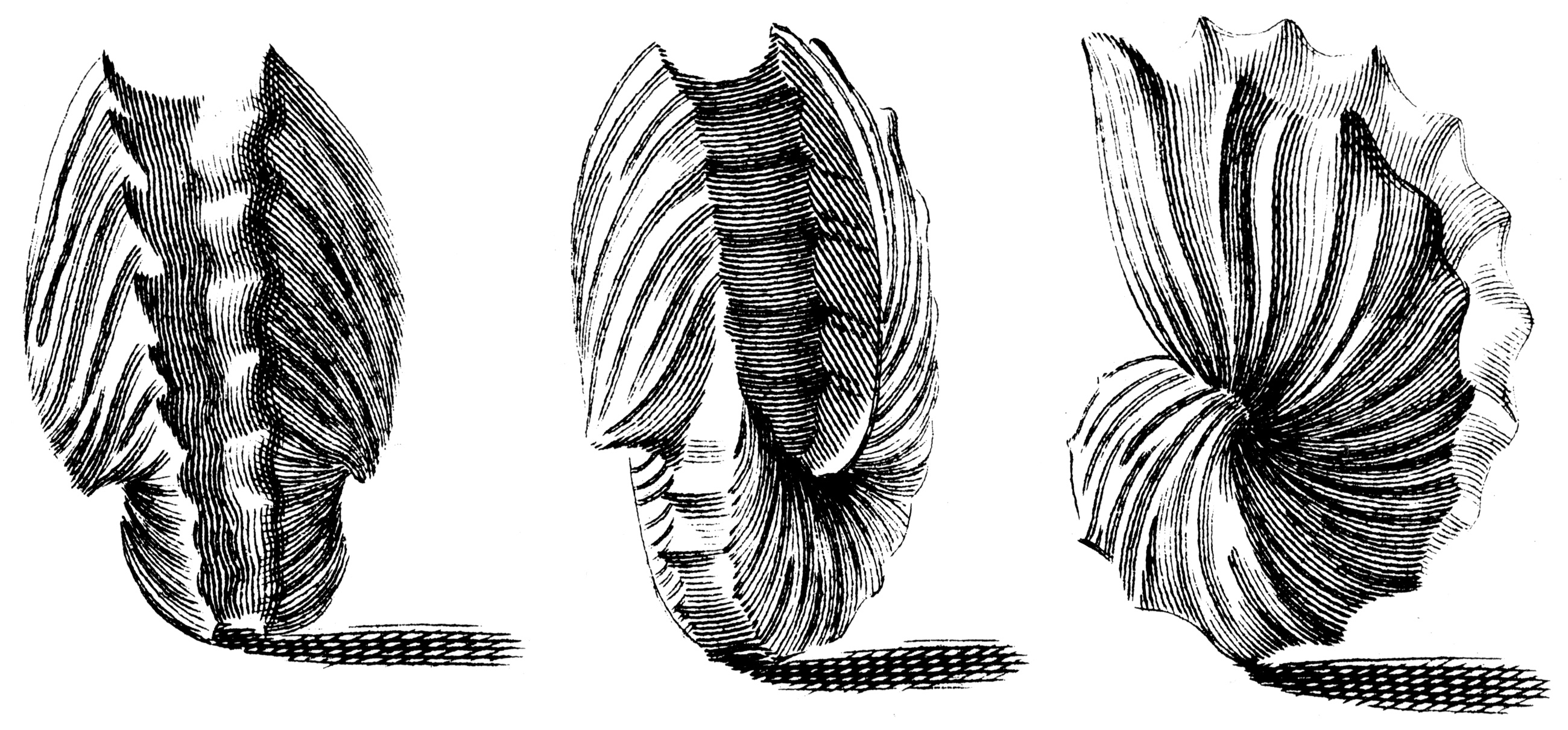
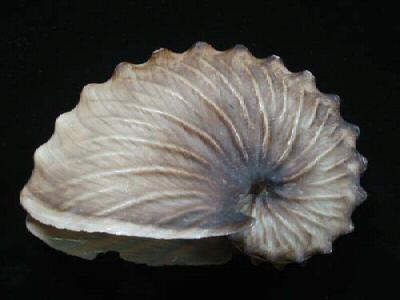
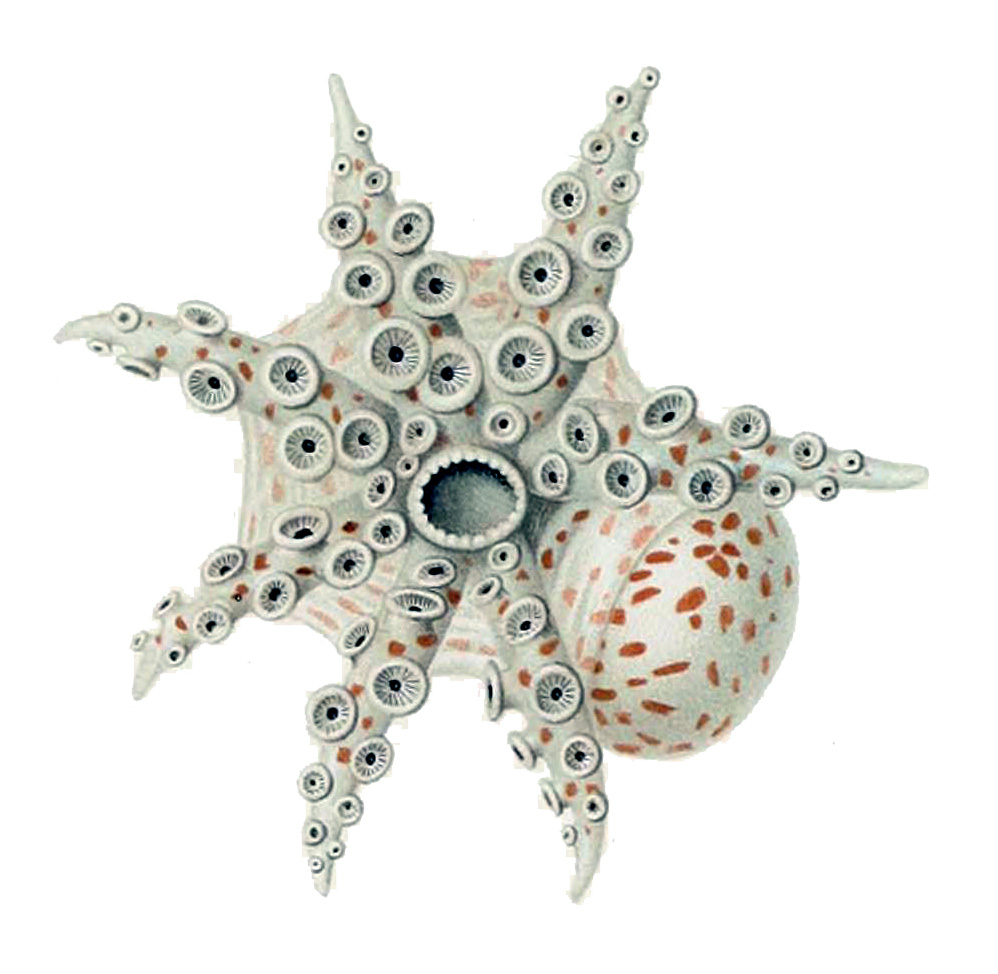
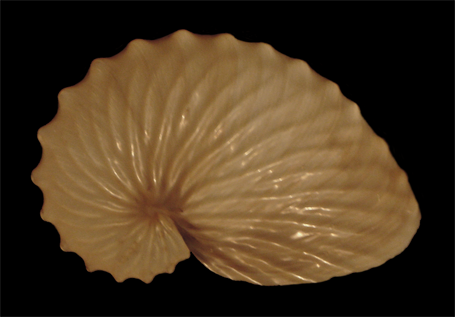
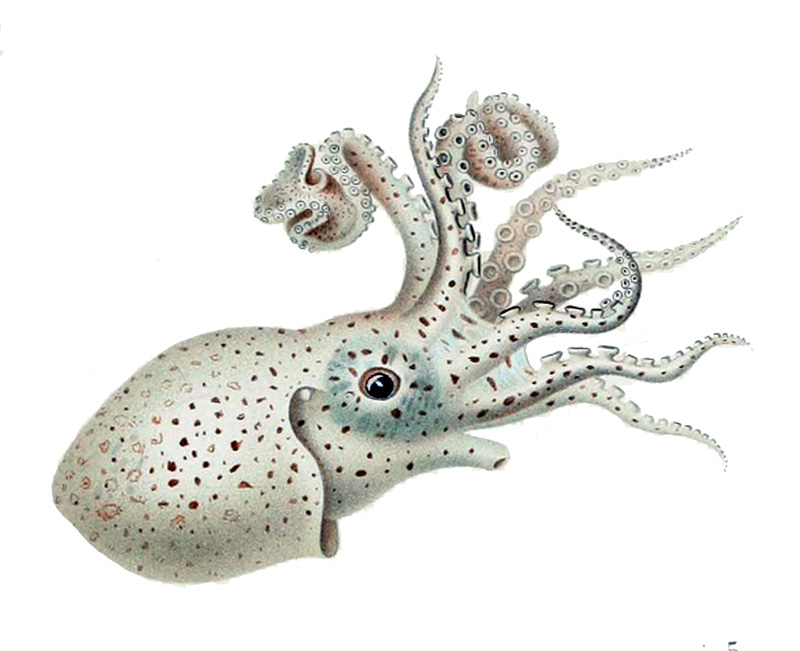
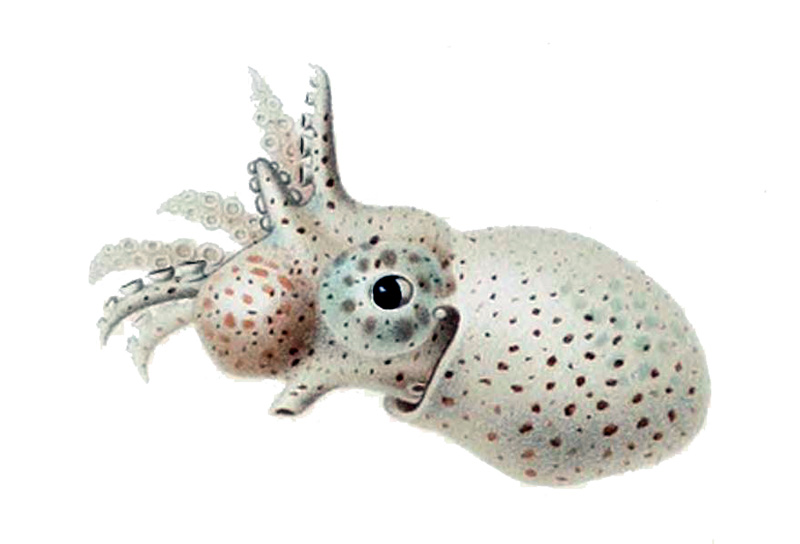